# Daniił Mowe
Daniił Jurjewicz Mowe, ros. Даниил Юрьевич Мове (ur. 11 grudnia 1985 roku w Moskwie) – rosyjski kierowca wyścigowy.

## Kariera

### Formuła Master
Daniił karierę rozpoczął w 1991 roku od startów w kartingu. W 2001 zadebiutował w rosyjskiej serii wyścigowej – Formule RUS. Mowe będąc jednym z czołowych zawodników, sięgnął w niej po tytuł wicemistrzowski. W kolejnym sezonie brał udział w Rosyjskiej Formule 1600. Zdobyte punkty sklasyfikowały go na 12. miejscu. W tym samym roku wystartował także w kończącej sezon serii 3000 Pro Series, na włoskim torze Monza. Nie dojechał jednak do mety.
W roku 2006 wziął udział w pierwszych sześciu eliminacji Międzynarodowej F3000 Masters. Dwukrotnie sięgnął po punkty, raz przy tym stając na podium (w pierwszym wyścigu, na niemieckim torze w Oschersleben). Dzięki temu w klasyfikacji generalnej uplasował się na 17. pozycji. Sezon później zaliczył gościnny występ w dwóch rundach tej serii (po raz trzeci zmieniła swą nazwę, tym razem na Międzynarodową Formułę Master). W pierwszym starcie (na Oschersleben nie zdobył punktów. W drugim natomiast (na włoskiej Monzy) sięgnął pole position, jednak w wyścigach sklasyfikowany został odpowiednio na szóstej oraz czwartej lokacie. Uzyskane punkty pozwoliły mu zająć 18. miejsce.

### Formuła Renault 3.5
W sezonie 2007 podpisał kontrakt z austriackim zespołem Interwetten.com na udział w Formule Renault 3.5. Rosjanin wystartował we wszystkich wyścigach, jednak w żadnym z nich nie zdobył punktów. Najwyższą pozycję uzyskał na torze Magny-Cours oraz Circuit de Catalunya, gdzie uplasował się na czternastym miejscu. Daniił był także jednym z pięciu kierowców, którzy nie zakwalifikowali się do rundy na ulicznym torze w Monte Carlo.
W 2008 roku przeniósł się do belgijskiej ekipy KTR. Rosjanin zaliczył pięć eliminacji, po czym został zastąpiony przez Hiszpana Siso Cunilla. Jedyne punkty uzyskał w niedzielnych zmaganiach na torze Spa-Francorchamps, w których znalazł się na piątym miejscu. Dzięki temu w klasyfikacji końcowej zajął 22. pozycję.
Sezon 2009 spędził na startach w brytyjskiej stajni P1 Motorsport. Mowe dziewięciokrotnie plasował się na premiowanych pozycjach. W przedostatniej rundzie, na niemieckim torze Nürburgring, po raz pierwszy w karierze sięgnął po pole position, natomiast dzień później zajął najniższy stopień podium. Trzecie miejsce osiągnął również w ostatnim wyścigu sezonu, na hiszpańskim obiekcie Alcanaz. Ostatecznie zmagania zakończył na 10. lokacie.
W roku 2010 Rosjanin nawiązał współpracę z malezyjską ekipą Junior Lotus Racing. W pierwszej dziesiątce znalazł się czterokrotnie, najwyższą pozycję uzyskując w drugim wyścigu sezonu, na torze Alcanaz, w którym zajął siódmą lokatę. Zdobyte punkty sklasyfikowały go na 21. miejscu.
Na sezon 2011 Daniił powrócił do współpracy z P1 Motorsport. Wyniki z zespołem były jednak słabsze w porównaniu z tymi z 2008 roku. Mowe wprawdzie dwukrotnie zajął najniższy stopień podium (na Monzy oraz w Barcelonie), jednak ostatecznie uzyskał mniejszy dorobek punktowy (pięciokrotnie znalazł się na premiowanych punktami lokatach. W klasyfikacji generalnej ponownie jednak znalazł się na 10. pozycji.
W sezonie 2012 Mowe przedłużył kontrakt z ekipą P1 Motorsport. Tym razem stanął tylko raz na podium – sobotni wyścig na torze Circuit Paul Ricard ukończył na trzeciej pozycji. Ostatecznie dorobek 29 punktów dał mu 17 pozycję w klasyfikacji generalnej.
Na kolejny sezon startów Rosjanin przeniósł się do brytyjskiej stajni SMP Racing by Comtec. W ciągu 17 wyścigów, w których wystartował, czterokrotnie plasował się w pierwszej dziesiątce. Z dorobkiem dwunastu punktów uplasował się na 21. miejscu w klasyfikacji końcowej.

## Statystyki
| Sezon | Seria                         | Zespół               | Wyścigi | Zwycięstwa | PP | NO | Podium | Punkty | Pozycja |
| ----- | ----------------------------- | -------------------- | ------- | ---------- | -- | -- | ------ | ------ | ------- |
| 2004  | Formuła RUS                   |                      |         |            |    |    |        |        | 2       |
| 2005  | Rosyjska Formula 1600         |                      |         |            |    |    |        | 4      | 12      |
| 2005  | 3000 Pro Series               | CEK Racing           | 1       | 0          | 0  | 0  | 0      | 0      | 24      |
| 2006  | Międzynarodowa F3000 Masters  | ADM Motorsport       | 7       | 0          | 0  | ?  | 1      | 11     | 16      |
| 2007  | Formuła Renault 3.5           | Interwetten.com      | 16      | 0          | 0  | 0  | 0      | 0      | 29      |
| 2007  | Międzynarodowa Formuła Master | Alan Racing          | 4       | 0          | 1  | 0  | 0      | 8      | 18      |
| 2008  | Formuła Renault 3.5           | KTR                  | 9       | 0          | 0  | 0  | 0      | 6      | 22      |
| 2009  | Formuła Renault 3.5           | P1 Motorsport        | 17      | 0          | 0  | 0  | 2      | 49     | 10      |
| 2010  | Formuła Renault 3.5           | Junior Lotus Racing  | 15      | 0          | 0  | 0  | 0      | 9      | 21      |
| 2011  | Formuła Renault 3.5           | P1 Motorsport        | 17      | 0          | 0  | 0  | 2      | 54     | 10      |
| 2012  | Formuła Renault 3.5           | P1 Motorsport        | 17      | 0          | 0  | 0  | 1      | 29     | 17      |
| 2013  | Formuła Renault 3.5           | SMP Racing by Comtec | 17      | 0          | 0  | 0  | 0      | 12     | 22      |

## Wyniki w Formule Renault 3.5
| Legenda oznaczeń w tabelach wyników Wyświetl szablon na nowej stronie | Legenda oznaczeń w tabelach wyników Wyświetl szablon na nowej stronie                                                                     |
| Oznaczenie                                                            | Wyjaśnienie |
| --------------------------------------------------------------------- | --- |
| Złoty                                                                 | Zwycięzca lub mistrzostwo |
| Srebrny                                                               | 2. miejsce lub wicemistrzostwo |
| Brązowy                                                               | 3. miejsce lub II wicemistrzostwo |
| Zielony                                                               | Ukończył, punktował (w klasyfikacji generalnej, gdy zdobył co najmniej jeden punkt na przestrzeni sezonu, poza trzema powyższymi opcjami) |
| Niebieski                                                             | Ukończył, nie punktował (w klasyfikacji generalnej, gdy nie zdobył co najmniej jednego punktu na przestrzeni sezonu)                      |
| Czerwony                                                              | Nie zakwalifikował się (NZ) |
| Czerwony                                                              | Nie prekwalifikował się (NPK) |
| Różowy                                                                | Nie ukończył (NU) |
| Różowy                                                                | Niesklasyfikowany (NS) (w klasyfikacji generalnej, gdy nie został sklasyfikowany w żadnym wyścigu sezonu)                                 |
| Czarny                                                                | Zdyskwalifikowany (DK) |
| Czarny                                                                | Wykluczony (WYK/EX) |
| Biały                                                                 | Nie wystartował (NW) |
| Biały                                                                 | Kontuzjowany (K/INJ) |
| Biały                                                                 | Wyścig odwołany (OD/C) |
| Bez koloru                                                            | Został wycofany (WYC/WD) |
| Bez koloru                                                            | Nie przybył (NP/DNA) |
| Bez koloru                                                            | Nie brał udziału w treningach (NT/DNP) |
| Bez koloru                                                            | Nie został zgłoszony (–) |
| Pogrubienie                                                           | Start z pole position |
| Kursywa                                                               | Najszybsze okrążenie wyścigu |
| †                                                                     | Nie ukończył, ale jego rezultat został zaliczony ze względu na przejechanie więcej niż 90% dystansu wyścigu.                              |
| *                                                                     | Sezon w trakcie |
| 1/2/3                                                                 | Punktowana pozycja w sprincie kwalifikacyjnym                                                                                             |
| Lista systemów punktacji Formuły 1                                    | |

| Rok  | Zespół               | Wyniki w poszczególnych eliminacjach | Wyniki w poszczególnych eliminacjach | Wyniki w poszczególnych eliminacjach | Wyniki w poszczególnych eliminacjach | Wyniki w poszczególnych eliminacjach | Wyniki w poszczególnych eliminacjach | Wyniki w poszczególnych eliminacjach | Wyniki w poszczególnych eliminacjach | Wyniki w poszczególnych eliminacjach | Wyniki w poszczególnych eliminacjach | Wyniki w poszczególnych eliminacjach | Wyniki w poszczególnych eliminacjach | Wyniki w poszczególnych eliminacjach | Wyniki w poszczególnych eliminacjach | Wyniki w poszczególnych eliminacjach | Wyniki w poszczególnych eliminacjach | Wyniki w poszczególnych eliminacjach | Punkty | Pozycja |
| ---- | -------------------- | ------------------------------------ | ------------------------------------ | ------------------------------------ | ------------------------------------ | ------------------------------------ | ------------------------------------ | ------------------------------------ | ------------------------------------ | ------------------------------------ | ------------------------------------ | ------------------------------------ | ------------------------------------ | ------------------------------------ | ------------------------------------ | ------------------------------------ | ------------------------------------ | ------------------------------------ | ------ | ------- |
| 2007 | Interwetten.com      | ITA                                  | ITA                                  | DEU                                  | DEU                                  | MON                                  | HUN                                  | HUN                                  | BEL                                  | BEL                                  | GBR                                  | GBR                                  | FRA                                  | FRA                                  | PRT                                  | PRT                                  | ESP                                  | ESP                                  | 0      | 29      |
| 2007 | Interwetten.com      | 15                                   | 16                                   | 12                                   | 12                                   | NZ                                   | 21                                   | 19                                   | 16                                   | 16                                   | 22                                   | 17                                   | 14                                   | 19                                   | 21                                   | 18                                   | 22                                   | 14                                   | 0      | 29      |
| 2008 | KTR                  | ITA                                  | ITA                                  | BEL                                  | BEL                                  | MON                                  | GBR                                  | GBR                                  | HUN                                  | HUN                                  | DEU                                  | DEU                                  | FRA                                  | FRA                                  | PRT                                  | PRT                                  | ESP                                  | ESP                                  | 6      | 22      |
| 2008 | KTR                  | 13                                   | 13                                   | 11                                   | 5                                    | 22                                   | NU                                   | 23                                   | 16                                   | 20                                   | –                                    | –                                    | –                                    | –                                    | –                                    | –                                    | –                                    | –                                    | 6      | 22      |
| 2009 | P1 Motorsport        | CAT                                  | CAT                                  | BEL                                  | BEL                                  | MON                                  | HUN                                  | HUN                                  | GBR                                  | GBR                                  | FRA                                  | FRA                                  | PRT                                  | PRT                                  | DEU                                  | DEU                                  | ARA                                  | ARA                                  | 49     | 10      |
| 2009 | P1 Motorsport        | 14                                   | 12                                   | 5                                    | 4                                    | NU                                   | 12                                   | 9                                    | 18                                   | 8                                    | 11                                   | 19                                   | NU                                   | 10                                   | 3                                    | 9                                    | 4                                    | 3                                    | 49     | 10      |
| 2010 | Junior Lotus Racing  | ARA                                  | ARA                                  | BEL                                  | BEL                                  | MON                                  | CZE                                  | CZE                                  | FRA                                  | FRA                                  | HUN                                  | HUN                                  | DEU                                  | DEU                                  | GBR                                  | GBR                                  | CAT                                  | CAT                                  | 9      | 21      |
| 2010 | Junior Lotus Racing  | 9                                    | 7                                    | 16                                   | 20                                   | 10                                   | NU                                   | NU                                   | 12                                   | NU                                   | NU                                   | 14                                   | 17                                   | 16                                   | 9                                    | 19                                   | –                                    | –                                    | 9      | 21      |
| 2011 | P1 Motorsport        | ARA                                  | ARA                                  | BEL                                  | BEL                                  | ITA                                  | ITA                                  | MON                                  | DEU                                  | DEU                                  | HUN                                  | HUN                                  | GBR                                  | GBR                                  | FRA                                  | FRA                                  | CAT                                  | CAT                                  | 54     | 10      |
| 2011 | P1 Motorsport        | 5                                    | 18                                   | 6                                    | 13                                   | 3                                    | NU                                   | 17                                   | 17                                   | 18                                   | NU                                   | 14                                   | 13                                   | NS                                   | 7                                    | NU                                   | 3                                    | 14                                   | 54     | 10      |
| 2012 | P1 Motorsport        | ARA                                  | ARA                                  | MON                                  | BEL                                  | BEL                                  | DEU                                  | DEU                                  | RUS                                  | RUS                                  | GBR                                  | GBR                                  | HUN                                  | HUN                                  | FRA                                  | FRA                                  | CAT                                  | CAT                                  | 29     | 17      |
| 2012 | P1 Motorsport        | 17                                   | 7                                    | 15                                   | 14                                   | 14                                   | 15                                   | 7                                    | 9                                    | 11                                   | NU                                   | 14                                   | 17                                   | 15                                   | 3                                    | 25                                   | 21                                   | 16                                   | 29     | 17      |
| 2013 | SMP Racing by Comtec | ITA                                  | ITA                                  | ARA                                  | ARA                                  | MON                                  | BEL                                  | BEL                                  | RUS                                  | RUS                                  | AUT                                  | AUT                                  | HUN                                  | HUN                                  | FRA                                  | FRA                                  | CAT                                  | CAT                                  | 12     | 22      |
| 2013 | SMP Racing by Comtec | NU                                   | NU                                   | 21                                   | 15                                   | 13                                   | 8                                    | NU                                   | 17                                   | 9                                    | 14                                   | 17                                   | 18                                   | NU                                   | 9                                    | 21                                   | 8                                    | NU                                   | 12     | 22      |